# XM214 Microgun
A XM214 Microgun é uma metralhadora 5,56 mm de seis canos com uma elevada cadência de tiro (2.000 a 6.000 disparos por minuto), empregando tambores rotativos estilo Gatling e uma fonte de alimentação externa. Na cultura popular, o termo "Minigun" tem sido aplicado a qualquer arma Gatling usando calibre de rifle e que receba energia externamente, ainda que o termo, por vezes, seja usado para se referir a armas de cadência de fogo e configurações similares, desconsiderando a fonte de energia e calibre. Especificamente, minigun refere-se a um modelo específico de arma, originalmente produzida pela General Electric.
O "mini" do nome é em comparação com desenhos que usam mecanismos de tiro similares, mas balas maiores, como a arma anterior da General Electric de 20 mm, M61 Vulcan.